# Listershuvud
Listershuvud är ett naturreservat i Sölvesborgs kommun i Blekinge län.
Reservatet omfattar ett av flera berg på Listerlandet. Det höjer sig över den omgivande jordbruksmarken. Toppen ligger cirka 80 meter över havet och därifrån är utsikten god över Hanöbukten och det omgivande Listerlandet.
Här finns mycket bokskog och kanske Sveriges största skog med avenbok.
Stora delar av reservatet har förr använts till utmarksbete. Åkerbruk förekom långt upp på berget. I området har en del av dessa betesmarker restaurerats. Detta för att gynna det växt- och djurliv som är knutet till naturbetesmarken. I området förekommer stenknäck och mindre flugsnappare.
Inom reservatet finns fornlämningar i form av stensättningar och en hällgröpning i block.
Reservatet är skyddat sedan 1993 och omfattar 600 hektar varav 475 hektar är landareal.